# Poslovni anđeli
Poslovni anđeli (eng. business angels) su uspješni poduzetnici ili iskusni rukovoditelji tvrtki/korporacija koji financiraju start-up projekte visokog rizika na način da ulaze u vlasnički udio i pružaju pomoć u daljnjem razvoju i komercijalizaciji projekata. Uglavno to čine u vrlo ranim fazama projekta.  
To su neformalni individualni investitori koji svojim poslovnim iskustvom savjetuju mlade tvrtke i poduzetnike i pomažu njihovom budućem rastu. Najveća vrijednost poslovnih anđela jest “pametno financiranje” — pružanje ekspertize, vještina i poslovnih kontakata. Poslovni anđeli prvenstveno ulažu u sektore koje razumiju i u regiju koju poznaju. Poduzeća u koje ulože nisu u vlasništvu njihove obitelji te najčešće prije nisu niti poznavali poduzetnika/poduzetnike u čiji su projekt uložili. 
Naziv „poslovni anđeli“ se pojavio 20-tih godina u SAD-u u Broadwayu kada su moćni pojedinci osiguravali novac za održavanje kazališnih priredbi.

## Prosječna veličina investicije
Većina poslovnih anđela u prosjeku ima jednu investiciju godišnje, ali ima i onih koji imaju 4 i više investicija godišnje. Fokusiraju se na startupe, a ne na poduzeća koja su već uspostavljena, ali ponekad poslovni anđeli zajedno s partnerima rade preuzimanja poduzeća. Prosječna investicija poslovnih anđela je između 50 tisuća do 250 tisuća dolara.

## Poslovni anđeli u Hrvatskoj
U Hrvatskoj postoji Hrvatska mreža poslovnih anđela – CRANE koja je osnovana 2008. godine. Hrvatska mreža poslovnih anđela (CRANE) jest neprofitna udruga koja okuplja poslovne anđele iz Hrvatske i inozemstva koji imaju interes ulagati u inovativne projekte. Članovi Hrvatske mreže poslovnih anđela CRANE do sad su investirali u 11 projekata u ukupnom iznosu većem od 900 tisuća EUR.

## Vanjske poveznice
- WBAA directory of national angel investor associations  Arhivirana inačica izvorne stranice od 29. siječnja 2010. (Wayback Machine)
- Angel Resource Institute
- University of New Hampshire Center for Venture Research  Arhivirana inačica izvorne stranice od 6. ožujka 2012. (Wayback Machine)